# Renata Pilarczyk
Renata Pilarczyk – polska zootechnik, doktor habilitowany nauk rolniczych, profesor Zachodniopomorskiego Uniwersytetu Technologicznego w Szczecinie, specjalistka w zakresie hodowli bydła.

## Kariera naukowa
W 2000 na Akademii Rolniczej w Szczecinie uzyskała tytuł magistra inżyniera zootechniki. W 2004 na  Wydziale Biotechnologii i Hodowli Zwierząt tej samej uczelni uzyskała stopień doktora nauk rolniczych w dyscyplinie „zootechnika” na podstawie rozprawy pt. Ocena przebiegu zmian i porównanie użytkowania rozpłodowego i niektórych cech macierzyńskich krów oraz wyników odchowu cieląt różnych ras bydła mięsnego utrzymywanych w systemie bezbudynkowym, której promotorem był prof. Jerzy Wójcik. W 2009 została zatrudniona na Zachodniopomorskim Uniwersytecie Technologicznym w Szczecinie, a w 2015  na jego Wydziale Biotechnologii i Hodowli Zwierząt uzyskała stopień doktora habilitowanego nauk rolniczych o specjalności „hodowla bydła” na podstawie pracy pt. Zawartość składników mineralnych i toksycznych metali ciężkich oraz profil kwasów tłuszczowych i lipidowe wskaźniki zdrowia w mleku i mięsie różnych ras bydła.